# Saschko Gawriloff
Saschko Gawriloff (Lipsia, 20 ottobre 1929) è un violinista tedesco di origini bulgare.

## Biografia
Gawriloff è nato a Lipsia e ha ricevuto le sue prime lezioni di violino dal padre Yordan Gawriloff, che era violinista nella Leipzig Gewandhaus Orchester. Ha poi studiato con Walther Davisson, Gustav Havemann e Martin Kovacz. Dopo aver completato la sua formazione accademica, Gawriloff ha vinto molti premi internazionali, tra cui il secondo al Premio Paganini di Genova nel 1959 e il Kulturförderpreis della Città di Norimberga.
È stato primo violino della Dresdner Philharmonie, dei Berliner Philharmoniker, della Berlin Radio Symphony Orchestra, dei Hamburg Symphony. Come solista ha suonato con molte orchestre prestigiose e con direttori come Georg Solti, Pierre Boulez, Christoph von Dohnányi, Eliahu Inbal, Michael Gielen, Esa-Pekka Salonen, Markus Stenz, Peter Eötvös, Gary Bertini e Alfred Schnittke. Ebbe una tournée in Sudafrica nel 1974. Nel 1992 Gawriloff eseguì per primo il Concerto per Violino di György Ligeti, che il compositore gli dedicò.
Come docente Gawriloff ebbe il suo primo posto a Norimberga, prima di diventare professore alla Musikakademie Detmold nel 1966, e quindi alla Folkwangschule di Essen nel 1969. In seguito fu professore alla Hochschule für Musik Köln nel 1982, fino al 1996.